# Dělba práce
Dělba práce (nebo dělba činností) je forma spolupráce, na níž se různí účastníci (jednotlivé osoby, firmy, oblasti atd.) podílejí různými činnostmi (specializace), které je potřeba koordinovat a integrovat. Cílem je vyšší produktivita práce, nižší náklady a lepší technologické možnosti.

## Historie
Jakožto patrně nejstarší formu dělby práce se často uvádí rozdělení mužských a ženských činností ve starých kulturách (tzv. první dělba práce). Dle této teorie mezi typicky mužské činnosti patří například boj, lov, případně později zpracování kovů. Naopak typicky ženské činnosti zahrnují například sběr nebo přípravu potravy. Podle P. Clastrese je u indiánů Guayakí atributem muže luk, atributem ženy košík.
Studie týmu z Washingtonské univerzity a Seattle Pacific University z roku 2023 však rozšířenou teorii o rozdělení mužských a ženských činností narušuje. Vědkyně zjistily, že ve většině kulturách, pro které byl lov důležitý, byly i lovkyně. Zároveň výzkum vyvrací i mýtus, že ženy zpravidla lovily menší zvěř, kdežto muži větší. V usedlých kulturách se vyskytují případy specializace, kdy obyvatelé určité vesnice například pletou košíky nebo vyrábějí hrnce nejen pro vlastní potřebu.
Řemeslná a obchodní dělba práce se však rozvinula až se vznikem měst, jejichž obyvatelé se někde mohli živit pouze specializovanou činností a směnou. S rozvojem dálkového obchodu se mohly specializovat i celé oblasti, a to podle regionálních podmínek (víno, olivy, hrnčířské zboží, textil, kovy, dřevo). Tím se výrazně zlepšila technologie i technická úroveň řemeslných produktů. Už v pozdní antice začaly vznikat manufaktury, kde se výroba určitého produktu dělila na několik složek nebo technologických kroků, jež vykonávali různí pracovníci. Taková dělba práce se patrně nejdříve prosadila ve stavbě lodí, ve stavebnictví a u náročných kovových výrobků. Kromě vlastního rozdělení na různé profese bylo třeba výrobu plánovat, řídit a koordinovat, později i kontrolovat kvalitu a podobně.
Zmínky o potřebě specializované spolupráce lze najít už v antické literatuře, například v Platónově stěžejním díle Ústava: „Nuže, tázal jsem se, jak stačí obec tolik toho opatřovati? Jistě ne jinak, než bude-li jeden rolníkem, druhý stavitelem, třetí tkalcem.“ - „Obec netvoří dva lékaři, nýbrž lékař, zemědělec a další.“ Předmětem teoretické pozornosti se však dělba práce stala až v 17. století. Britský lékař, lodní stavitel a ekonom William Petty (1623-1687) v knize o „politické aritmetice“ srovnává stavbu lodí s výrobou látek a dovozuje, že i zde je výhodnější práci rozdělit mezi přadláky, tkalce a další. Podobně Henry Martin v knize z roku 1701, který k těmto dvěma odvětvím přidává ještě výrobu hodin.

## Novověké pojetí a sociologie
Pojem „dělba práce“ poprvé použil Holanďan, filosof Bernard Mandeville (1670-1733), který v knize „Zkoumání o povaze společnosti“ (1723) vyzvedá jinou stránku věci. Dělba práce dovoluje, aby se na složitých činnostech podíleli lidé nepříliš schopní, kteří nicméně v jednoduchých a stále opakovaných úkonech mohou dosáhnout velké dokonalosti a tak se společensky uplatnit. Jejich výkon bude větší a spolehlivější a práce pro ně bude méně namáhavá. To se pak plně uplatnilo při zavádění strojů, které nepotřebují příliš kvalifikovanou obsluhu, zato ovšem dobré technology, mistry a stále složitější organizaci. Klasické pojednání o dělbě práce pak napsal Adam Ferguson a vzorovým příkladem pro mnoho autorů se stala výroba špendlíků, rozdělená podle H.-L. Duhamela (1761) na 19 technologických kroků.
Na Mandevilla, Fergusona a Duhamela navázal Adam Smith a kriticky i Karel Marx. Adam Smith definoval dělbu práce jako "koordinované rozložení složitějších výrobních kroků mezi více výrobců z důvodu vyšší produktivity." Karel Marx takto rozdělenou práci pokládal za "odcizenou" a mající vykořisťovatelský charakter v kapitalistické společnosti. V pro něj ideální komunistické společnosti tato forma dělby práce nebude.
Dělba práce se stala důležitým pojmem sociologie a charakteristickým rysem moderních společností. Věnovali se jí sociologové jako Herbert Spencer, Émile Durkheim, John Stuart Mill a Georg Simmel, kteří různě hodnotili její silné i slabé stránky: na jedné straně vysokou produktivitu a úsporu nákladů, na druhé rostoucí organizační náklady a zranitelnost celého procesu při každé poruše.
Georg Simmel zkoumal, jak ovlivňují dělbu práce peníze. Ve své práci Filozofie peněz (1900) tvrdí, že rozvoj peněz má ambivalentní charakter. Peněžní hospodářství sice vytváří rozsáhlejší sociální vazby, na druhou stranu však vede k individualizaci jedinců. Ačkoliv peníze umožňují společnou činnost jednotlivců nebo skupin, v rámci této činnosti si jedinci zachovávají svou specifičnost a nevstupují do ní celou svou osobností.
John Stuart Mill se zabýval dělbou práce v souvislosti s rodinným životem a manželským soužitím. Dle jeho názoru má manželství stát na rovnosti obou partnerů, ale zároveň by měly být zachovány tradiční role. Žena by měla pečovat o domácnost a starat se o výchovu dětí, zatímco hlavním posláním muže je zajistit rodinu po finanční stránce.
Émile Durkheim se tématu dělby práce věnoval ve své disertační práci (1893). V ní se vymezil vůči pohledu ekonomů, kteří dělbu práce spojovali pouze s ekonomickou sférou, především se zvýšením efektivity práce. Durkheim se naopak přikláněl k uplatnění dělby práce i v oblastech, jakými jsou politika, spravedlnost, věda nebo třeba vztahy mezi muži a ženami (dělba rolí).
V souvislosti s dělbou práce rozlišil Durkheim dva typy společnosti – tradiční a moderní. Tradiční společnosti jsou založené na vzájemné podobnosti jednotlivých členů. Je pro ně charakteristická mechanická solidarita. Tu může dělba práce ohrozit, jelikož vytváří rozdíly mezi jednotlivci. V moderní společnosti naopak dělba práce posiluje vzájemnou soudržnost a je její nezbytnou součástí. Pro takovou společnost je typická organická solidarita. Jednotliví členové spolupracují na podobné bázi jako orgány v lidském těle, jeden závisí na druhém a pouze dohromady vytvářejí funkční celek.
Durkheim pokládá dělbu práce za hlavní pojítko, které drží moderní společnosti pohromadě, protože se lidé stále víc navzájem potřebují a prakticky nikdo se už bez ní neobejde. Během posledního století se specializace dále prohloubila a zároveň rozšířila na směnu a spolupráci po celém světě, v globálním měřítku. Přímá produkce zaměstnává stále méně lidí, organizace výroby je stále náročnější a tedy také zranitelnější. Přesto dochází v technologicky náročných odvětvích k extrémnímu soustřeďování výroby a ke stále užší specializaci výrobních závodů, které stále víc částí nakupují od jiných, podobně specializovaných subdodavatelů. Klasickým příkladem je výroba aut nebo náročnější elektroniky.

## Genderová dělba práce v současné době
Činnost, na níž se podílí minimálně 60 % osob stejného pohlaví, může být považována za “mužskou” nebo “ženskou”. V současné době více než 90 % činností splňuje toto kritérium. Ženy převažuji v oblastech týkajících se zdravotnictví, sociálních služeb, vzdělávaní a kancelářské práce. Muži převažují v kvalifikovaných technických a dělnických oborech, ve vojenských a bezpečnostních službách. K tomu muži mají převahu na vedoucích pozicích.
Častými důvody, proč zaměstnavatelé dávají přednost určitému pohlaví, jsou vlastnosti, o kterých se domnívají, že jsou typické pro tohle pohlaví a mohou zvyšovat produktivitu zaměstnance, nebo mít jiný pozitivní důsledek, a říká se tomu statistická diskriminace. Příkladem takového typu diskriminace je očekávání, že mladé ženy, které hledají práci, zůstanou na trhu práce kratší dobu než muži stejného věku a vzdělávaní. A je to především z důvodu očekávání, že žena otěhotní a bude vychovávat děti, bez ohledu na to, zda má dotyčná narození dítěte v plánu.